# Wistka (województwo mazowieckie)
Wistka – wieś w Polsce położona w województwie mazowieckim, w powiecie przysuskim, w gminie Przysucha. Ma status sołectwa.
W latach 1975–1998 miejscowość należała administracyjnie do województwa radomskiego, a w latach 1946-1975 do województwa kieleckiego.
W obszar wsi wchodzi:
| SIMC    | Nazwa        | Rodzaj     |
| ------- | ------------ | ---------- |
| 0633998 | Nowa Kolonia | przysiółek |

Na przełomie XIV i XV wieku wieś należała do Andrzeja zwanego Rzeszotko ze Skrzyńska (pisał się także z Wistki, Czerniewic, Konecka) herbu Łabędź, (zmarł około 1413 1414). Był marszałkiem dworu księcia płockiego Siemowita IV, podkomorzym sochaczewskim. 
Była to także prywatna wieś szlachecka, w drugiej połowie XVI wieku położona w powiecie radomskim województwa sandomierskiego. 
Wierni Kościoła rzymskokatolickiego należą do parafii św. Wojciecha w Skrzyńsku.